# Concerto per pianoforte e orchestra n. 3 (Čajkovskij)
Il Concerto per pianoforte e orchestra n. 3 in sol maggiore, op. postuma 75 di Pëtr Il'ič Čajkovskij fu una delle ultime composizioni del musicista russo.

## Storia della composizione
Il terzo concerto per pianoforte di Čajkovskij fu originariamente concepito come una Sinfonia in mi bemolle maggiore. Il compositore successivamente abbandonò la sinfonia, ma, nel 1893, decise di rielaborarne il primo movimento Allegro brillante in un pezzo da concerto per pianoforte e orchestra. Sebbene Čajkovskij completò il lavoro, non visse abbastanza per vederlo pubblicato, e quindi l'opera fu pubblicata postuma, nel 1894. Il suo allievo ed amico Sergej Ivanovič Taneev lo eseguì per la prima volta il 7 gennaio 1895 a San Pietroburgo, in un concerto della Società musicale russa sotto la direzione di Eduard Nápravník.
Si è molto discusso sulla forma che il concerto avrebbe preso, se Čajkovskij avesse potuto continuare a lavorarci. La cosa riguarda principalmente i due movimenti rimanenti dell'incompiuta sinfonia in mi bemolle maggiore, che erano stati solo abbozzati dal compositore, ma che successivamente vennero rielaborati da Taneev in una composizione per pianoforte e orchestra, intitolata Andante e Finale, e pubblicata nel 1897 come l'opera postuma 79 di Čajkovskij.